# نیکول پیسنت
نیکول پیسنت (انگلیسی: Nicole Pacent؛ زادهٔ ۲۹ مارس ۱۹۸۵) هنرپیشه اهل ایالات متحده آمریکا است. او بخاطر ایفای نقش در مجموعه تلویزیونی «هر کسی بجز من» شناخته می‌شود.